# Helle Vandkilde
Helle Vandkilde (født 19. januar 1955) er en dansk arkæolog og professor i forhistorisk arkæologi på Institut for Kultur og Samfund, Afdeling for Arkæologi og Kulturarvsstudier ved Aarhus Universitet. Vandkilde er særligt kendt for sin banebrydende[kilde mangler] forskning i bronzealder, yngre stenalder, materiel kultur og identitet, forhistoriens krige og krigerkultur samt globalisering i fortid og nutid. Hun har stået bag flere forskningsprojekter til gavn for europæisk arkæologi og er forfatter til tre monografier og mere end 100 forskningsartikler. Vandkilde er den første kvindelige professor i forhistorisk arkæologi I Danmark. Hun har udført arkæologisk feltarbejde i Danmark, Sverige, Grækenland, Rumænien, Papua Ny Guinea og Sardinien.

## Karriere
I 1979 blev Vandkilde bachelor i klassisk arkæologi på Odense Universitet (nu Syddansk Universitet). I 1985 blev hun cand.mag. i klassisk og forhistorisk arkæologi ved Aarhus Universitet. I 1996 modtog hun doktorgraden (dr.phil.) samme sted for afhandlingen ”From Stone to Bronze. The Metalwork of the Late Neolithic and Earliest Bronze Age in Denmark”.
I perioden 1998-2004 var Vandkilde post.doc. ved afdelingen for Arkæologi og Klassisk Historie på Lunds Universitet, Sverige. Her ledede hun Pile-projektet, der undersøgte en samling meget tidlige metalgenstande fundet i Pile (Skåne, Sverige) i 1864. Fundet består af omkring 30 genstande af kobber, bronze og sølv fra omkring 2.000 f.Kr.
Fra 2003-2004 var Vandkilde gæsteprofessor ved Institut für Ur- og Frühgeschichte, Christian-Albrechts-Universität zu Kiel (CAU) (Tyskland).

### Professor i forhistorisk arkæologi
I 2004 blev Vandkilde udnævnt til forskningsrådsprofessor og i 2009 lærestolsprofessor ved Aarhus Universitet. Hun er den første kvindelige professor i forhistorisk arkæologi, og står bag en række forskningsprojekter, publikationer og resultater.
I 2014-2015 var Vandkilde gæsteprofessor på DFG Exzellenzcluster Asien und Europa, Heidelberg Academy of Sciences i Tyskland.
I 2013-2018 ledede hun forskningsprogrammet Materials, Culture & Change på Institut for Kultur og Samfund, Afdeling for Arkæologi og Kulturarvsstudier. Hun har stået i spidsen for flere store, europæiske forskningsprojekter.

#### 1999-2004: Warfare and Society
Sammen med professor Henrik Thrane og professor Ton Otto ledede Vandkilde forskningsprojektet "Warfare and Society. Archaeological and Social Anthropological Perspectives". Projektet muliggjordes af en fondsbevilling fra daværende Statens Humanistiske Forskningsråd (SHF).

#### 2009-2012: Forging Identities
Vandkilde ledede projektet ”Forging Identities: The Mobility of Culture in Bronze Age Europe”. Projektet undersøgte kulturmøder, mobilitet og netværk i bronzealderens Europa 3.000-500 f.Kr. Det bestod af 18 partneruniversiteter i Europa. Der var tilknyttet ti forskerstuderende og fire postdocs. Projektet var et af de første MCA ITN i Danmark under EU FP7 det 7. rammeprogram under Den Europæiske Kommission

#### 2018-2020: Connecting Bronze Age Europe: High PrecisionRadiocarbon Dating1700-1500 BCE
Projektet var støttet af Marie Skłodowska-Curie Actions under Den Europæiske Kommission.

#### 2019-2021: The Matzanni Peak Sanctuary in Sardinia
I et nært samarbejde mellem Aarhus Universitet og professor og direktør Mads Kähler Holst, Moesgaard Museum, ledede Vandkilde forskningsprojektet ”The Matzanni peak sanctuary in Sardinia. Gigantic heroes, metals and a Nordic connection illuminated by high-tech archaeology”. Projektet blev støttet med fondsmidler fra Kulturministeriet.

#### 2021-2024: Violence and Warfare
I tæt samarbejde med bioarkæolog Dr. Anna Tornberg, Lund Universitet (Sverige), undersøger Vandkilde: ”Violence and Warfare in the Nordic Corded Ware Complex: an Interdisciplinary Approach”. Projektet blev støttet af fondsmidler fra Stiftelsen Riksbankens Jubileumsfond. Projektet undersøger spor efter vold og krig i grave fra snorekeramisk kultur i Sverige, Danmark og Centraleuropa.

#### 2024-2027: Metals and Giants
Sammen med professor og direktør Mads Kähler Holst, Moesgaard Museum, og direktør Dr. Gianfranca Salis, Soprintendenza South Sardinia leder Vandkilde det arkæologiske forskningsprojekt, der undersøger den nordiske forbindelse til bronzealderens Sardinien. Projektet støttes med fondsmidler fra Augustinusfonden. Projektet har international bevågenhed, og er det første der forbinder hornede menneskefigurer med den omfattende handel med metal og rav over store afstande. Der anvendes en række naturvidenskabelige metoder, blandt andet miljøDNA, C14 og metallurgiske analyser (multi-isotoper).
Projektets team består blandt andet af arkæologerne Dr. Heide Wrobel Nørgaard, Dr. David Stott og Dr. Peter Jensen fra Moesgaard Museum samt Dr. Nicola Ialongo fra Aarhus Universitet. Desuden medvirker arkæologer og naturvidenskabsfolk fra Cagliari Universitet, Sassari Universitet samt Nationalmuseet og Curt-Engelhorn Zentrum Archäometrie i Mannheim.

## Feltarbejde

### Pile
I perioden 2000-2007 blev det enestående metalfund fra Pile undersøgt ved hjælp af metalanalyser og feltarbejde i Tygelsjö (Pile) syd for Malmö i Sverige under ledelse af Vandkilde. Feltarbejdet blev finansieret af flere, store svenske forskningsfonde, og resulterede i en monografi om fundet. Pile og andre kystnære lokaliteter med metalsager 2000-1700 f.kr. fungerede som centralpladser, hvor metal blev landet og handlet.

### Papua Ny Guinea
Projektet "Globalisation in the Past and the Present" foregik fra 2006-2007. Projektet blev ledet af Vandkilde i nært samarbejde med professor i antropologi Ton Otto. Som en del af projektet deltog Vandkilde i Galatea 3 ekspeditionen. På ekspeditionen foretog arkæologerne etnoarkæologiske undersøgelser samt udgravning og andet feltarbejde på Manus (øerne Baluan og Mbuke), der er en del af Papua Ny Guinea.

### Khania
Vandkilde har siden 1978 med mellemrum været på feltarbejde i Grækenland i forbindelse med det mangeårige græsk-svenske udgravningsprojekt på Agia Aikaterini Square Kastelli i Khania på Kreta. Dette førte blandt andet til en artikel om pithoi, der er kæmpeforrådskar i ler af stor betydning for de paladsbaserede økonomier på Kreta i Bronzealderen.
Denne interesse førte i 2013 til et besøg på den græske ø Thera, hvor professor Walter Friedrich, Institut for Geoscience, Aarhus Universitet, undersøgte det vulkanudbrud, der omkring 1600 f.kr. skabte store ødelæggelser af den minoiske paladscivilisation.

## Hæder

### Æresbevisninger
- 2005: Modtager af Erik Westerbyprisen for sin enestående, arkæologiske forskning.[18][5]
- 2007: Medlem af Deutsches Archäologisches Institut under Academic Branch of German Ministry of Foreign Affairs på grund af Vandkildes store arbejde med det europæiske, arkæologiske samarbejde og forskning.[19]
- 2013: Medlem af Shanghai Archaeology Forum under the Chinese Academy of Social Sciences som den eneste danske arkæologiprofessor.[20]
- 2014: Optaget i Kraks Blå Bog. [21]
- 2014: Ridder af Danebrog[22]
- 2017: Modtager af The Prehistoric Society’s europæiske pris for sit enestående bidrag til den europæiske forhistorie inklusiv en konference på Southampton Universitet til Vandkildes ære.[3][23]
- 2019: Æresdoktor eller Doctor Philosophiae Honoris Causa ved Lunds Universitet.[24]
- 2019: Medlem af Academia Europaea, der er et pan-europæisk videnskabsakademi og NGO grundlagt i 1988 med fokus på humaniora, jura, økonomi, sociale og politiske videnskaber, matematik, medicin, naturvidenskab og teknologi til fremme for den europæiske forskning og undervisning.[25][26]

### Medlemskaber
- 2008-2017: Bedømmelsespanel i Riksbankens Jubileumsfond: The Swedish Foundation for Humanities and Social Sciences.[3]
- 2010-2017: ERC Expert Panel: SH6 ”The Study of the Human Past” (STG & COG).[3]
- 2014-2022: Bestyrelse og bedømmelsespanel, Aarhus Universitets Forskningsfond (AUFF).[3]
- 2018-2023: Medlem af det videnskabelige, rådgivende udvalg, Nationalmuseet.[3]
- 2018-2023: Bedømmelsespanelet, Danmarks Frie Forskningsfond, Humaniora (FKK).[3]
- 2018-2023: Bestyrelsen, Danmarks Frie Forskningsfond, Humaniora (FKK).[3]
- 2019-2023: Forkvinde for den internationale bestyrelse i ”ROOTS” på Christian Albrechts Universität zu Kiel, der er finansieret af DFG eller Deutsche Forschungsgemeinschaft Excellenz Cluster.[3]

## Udvalgte publikationer
Vandkilde har indtil nu tre monografier, mere end 100 forskningsartikler og syv redigerede bøger bag sig. Et udvalg opremses her, og resten kan ses på Vandkildes Pure-profil.

### Bøger
Helle Vandkilde (2017). The Metal Hoard from Pile in Scania, Sweden. Place, Things, Time, Metals, and Worlds around 2000 BCE. The Swedish History Museum, Studies 29 & Aarhus University Press. ISBN 978 87 7184 143 5 
Paulina Suchowska-Ducke, Samantha Scott Reiter & Helle Vandkilde (red.) (2015). Forging Identities. The Mobility of Culture in Bronze Age Europe. Report from a Marie Curie Project 2009-2012 with Concluding Conference at Aarhus University, Moesgaard 2012. Volumes 1-2. BAR International Series S2771. Oxford: Hadrian Books. ISBN 9781407314334 & ISBN 9781407314402 
Helle Vandkilde (2007). Culture and Change in Central European Prehistory, 6th to 1st millennium BC. Aarhus: Aarhus University Press. ISBN 978 87 7934 245 3 
Ton Otto, Henrik Thrane & Helle Vandkilde (red.) (2006). Warfare and Society. Archaeological and Socialanthropological Perspectives. Aarhus Universitetsforlag. ISBN 87 7934 110 1 

### Artikler
- Helle Vandkilde (2023). “Genocide Before the State?” I: B. Kiernan m.fl. (red.) The Cambridge World History of Genocide. Volume 1 (of three). Cambridge University Press, S. 59-85. DOI https://doi.org/10.1017/9781108655989.004
- Valentina Matta & Helle Vandkilde (2023). ”The State of the Debate: Nuragic Metal Trade in the Bronze Age and Early Iron Age”. Open Archaeology, 9(1). DOI https://doi.org/10.1515/opar-2022-0280
- Heide Wrobel Nørgaard, Ernst Pernicka & Helle Vandkilde (2023). ”1600 BC: Fårdrup and Valsømagle-Type Axes and the First Evidence of Southern Alpine Metal”. Acta Archaeologica 92 (2021), S. 185-226. DOI https://doi.org/10.1163/16000390-20210036

| .. flere artikler |
| --- |
| - Daniel Berger, Valentina Matta, Heide Wrobel Nørgaard, G. Salis & Helle Vandkilde (2023). ”Origin and mixing og metals for Nuragic bronzetti studied with isotopes and trace elements”. I: F. Lo Schiavo, M. Perra & A. Giumlia-Mair (red.). Proceedings of the Fifth Festival of the Nuragic civilization. Orroli: Arkadia Editore. S. 241-260. ISBN 978-88-6851-446-4 - Valentina Matta & Helle Vandkilde (2022). ”Nuragic Warrior Imagery: Transcultural Perspectives on Bronze Age Weaponry”. Origini, Preistoria e protostoria delle civiltà antiche XLV 2021, S. 63-90. ISSN 0474-6805. https://pure.au.dk/portal/files/328112244/Nuragic_Warrior_Imagery_Transcultural_Pe_2_ORIGINI_2022.pdf - Helle Vandkilde, Valentina Matta, L. Ahlqvist & Heide Wrobel Nørgaard (2022). ”Anthropomorphised warlike beings with horned helmets: Bronze Age Scandinavia, Sardinia, and Iberia compared”. Praehistorische Zeitschrift. DOI https://doi.org/10.1515/pz-2021-2012 - Helle Vandkilde (2021). ”Trading and weighing metals in Bronze Age Western Eurasia”. Proceedings of the National Academy of Sciences. DOI: https://doi.org/10.1073/pnas.2110552118 - Heide W. Nørgaard, Ernst Pernicka & Helle Vandkilde (2021). ” Shifting Networks and Mixing Metals: Changing metal-trading routes to Scandinavia correlate with Neolithic and Bronze Age transformations”. PLoS ONE. DOI https://doi.org/10.1371/journal.pone.0252376 - Helle Vandkilde (2020). ”Amber, Weapons and Circulating Ideas about Leadership at the Threshold to the Middle Bronze Age in Europe”. I: Joseph Maran m.fl. (red.). Objects, Ideas and Travelers. Contacts between the Balkans, the Aegean and Western Anatolia during the Bronze and Early Iron Age. Unterreihe zu den Universitätsforschungen zur Prähistorischen Archäologie (UPA) Band. 350, S. 31-42. Bonn: Verlag Habelt. ISBN 9783774942486 - Valentina Matta, Heide Wrobel Nørgaard, David Stott, Helle Vandkilde & Mads Kähler Holst (2020). The Mountain Sanctuary of Matzanni in Sardinia: project motivations and preliminary research results”. Open Archaeology 6, 1, S. 206-213. DOI https://doi.org/10.1515/opar-2020-0114 - M. Radivojević, B.W. Roberts, E. Pernicka, Z. Stos-Gale, M. Martinón-Torres, Th. Rehre, P. Bray, D. Brandherm, J. Ling, J. Mei, Helle Vandkilde, Kristian Kristiansen, S.J. Shennan & C. Broodbank (2019). ” The Provenance, Use and Circulation of Metals in the European Bronze Age: The State of Debate. Journal of Archaeological Research (2019) 27, S. 131–185. DOI https://doi.org/10.1007/s10814-018-9123-9 - Helle Vandkilde (2019). ”Bronze Age Beginnings – a Scalar View from the Global Outskirts. Europe17 prize lecture”. Proceedings of the Prehistoric Society 85: 1 of 27, DOI: https://doi.org/10.1017/ppr.2019.7 - Heide Wrobel Nørgaard, Ernst Pernicka & Helle Vandkilde (2019). ” On the trail of Scandinavia’s early metallurgy: Provenance, transfer and mixing”. PLoS ONE 14.7, S. 1-32. DOI https://doi.org/10.1371/journal.pone.0219574 - L. Ahlqvist & Helle Vandkilde (2018). ”Hybrid Beasts of the Nordic Bronze Age”. Danish Journal of Archaeology 7.2, S. 161-179. DOI https://doi.org/10.1080/21662282.2018.1507704 - Helle Vandkilde (2017). ”Small, medium, large. Globalisation perspectives on the Afro-Eurasian Bronze Age”. I: Tamar Hodos (red.), The Routledge Handbook of Archaeology and Globalization. London: Routledge, S. 509-521. ISBN 9780367147471 - Helle Vandkilde (2016). ”Bronzization: The Bronze Age as pre-Modern Globalization”. Prähistorische Zeitschrift 91.1, S. 103-123. DOI https://doi.org/10.1515/pz-2016-0005 - Helle Vandkilde (2014). ”Breakthrough of the Nordic Bronze Age. Transcultural warriorhood and a Carpathian crossroad in the 16th century BC”. European Journal of Archaeology 17, S. 602-633. ISSN 1461-9571 - Helle Vandkilde (2013). ”Bronze Age Voyaging and Cosmologies in the Making: The Helmets from Viksö revisited”. I: Sophie Bergerbrant & S. Sabatini (red.). Counterpoint: Essays in Archaeology and Heritage Studies in Honour of Professor Kristian Kristiansen. BAR International Series, Archaeopress, Oxford, S. 165-177. ISBN 9781407311265 |